# Herb Paryża

Herb wielki Paryża

Herb Paryża – symbol francuskiej stolicy – miasta Paryż.

## Historia
Pierwsza wzmianka o herbie Paryża pojawia się już w 1190, a ma ona związek z wyprawą króla Filipa II Augusta do Ziemi Świętej. Herb był stosowany do czasów rewolucji francuskiej. Podczas jej trwania, przy okazji zniesienia szlachectwa, w dekrecie z dnia 20 czerwca 1790 nakazano likwidację wszelkich dawnych herbów i symboli. Paryż podporządkował się decyzji w listopadzie owego roku. Dopiero po wprowadzeniu Cesarstwa Francuskiego zezwolono miastom na przywrócenie herbów. Paryż wrócił powszechne do używania herbu po decyzji cesarza Napoleona I z 29 stycznia 1811 roku. Dokonano jednak zasadniczej zmiany w tarczy herbowej. Mianowicie w górnej części herbu zamiast tradycyjnych fleur-de-lis, umieszczono cesarskie złote pszczoły. Król Ludwik XVIII w 1817, przywrócił herb w swej tradycyjnej formie.
Obecna wersja herbu stała się oficjalnym herbem Paryża dopiero 24 listopada 1853, na skutek dekretu barona Georges'a Haussmanna, prefekta departamentu Sekwany.

Wizerunek herbu w czasie I Cesarstwa Francuskiego
Wizerunek herbu wielkiego w czasie I Cesarstwa Francuskiego
Wizerunek herbu w czasie II Republiki
Wizerunek herbu w czasie II Cesarstwa Francuskiego

## Wersje herbu

### Herb mały

Herb mały Paryża

Herb Paryża to godło dawnej, średniowiecznej gildii kupców transportujących swoje towary Sekwaną. Była to najważniejsza grupa zawodowa w ówczesnym mieście, mająca ogromne wpływy, na decyzje władz oraz życie mieszkańców. Herb podzielony jest na dwie części. W górnej znajduje się poziomy pas z charakterystycznymi figurami heraldycznymi fleur-de-lis. W dolnej części tarczy natomiast znajduje się biały statek na wodzie umieszczony na czerwonym tle.

### Herb wielki
Herb wielki składa się z tarczy herbu małego, nad którą znajduje się złota, pięciobasztowa corona muralis. Pod tarczą umieszczona jest dewiza miasta Fluctuat nec mergitur, oznaczająca: rzuca nim fala, lecz nie tonie. Wskazuje ona na hart ducha i siłę mieszkańców.
W herbie wielkim umieszczone są również odznaczenia, jakie otrzymało miasto na przestrzeni dziejów:
- Legia Honorowa (dekret z 9 października 1900 r.);
- Croix de Guerre 1914-1918 (dekret z 28 lipca 1919 r.);
- Order Wyzwolenia (dekret z 24 marca 1945 r.).